# Інкон
Інкон (*Incon, д/н —після 937) — правитель Бретані у 930—937 роках.

## Життєпис
Був сином або якимось родичем Рагенольда, володаря Бретані. Його ім'я є спотвореним норманським іменем Гокон або Інге. Після смерті Рагенольда між 925 та 930 роках Інкон став новим володарем Нанту. Брав участь у поході проти Рауля I, короля Франції. В цей час почалося повстання бретонців, в якій загинув Фелекан, правитель усієї Бретані. Цю посаду отримав Інкон.
Йому довелося боротися проти Алена, онука короля Алена I Великого, герцогів Нормандії та короля Рауля I. У 931 році Вільгельм I, герцог Нормандії, захопив області Котантен і Авранш, оголосивши себе герцогом Бретані. Водночас значну області відвоював Ален Крива Борода.
Втім Інкон продовжив чинити спротив ворогам. У 933 році вдерся до графства Беррі, але зазнав поразки. 935 та 936 року здійснив походи до графств Анжу і Мен, які сплюндровано. Але 937 року військо Інкона у битві при Долі зазнало поразки від бретонців. З цього моменту починається занепад норманського панування в Нормандії. У 937 році Інкон втратив Нант, останню свою фортецю. Невідомо чи залишив він Бретань або загинув у битві. Новим правителем став Ален II.